# Melese laodamia
Melese laodamia là một loài bướm đêm thuộc phân họ Arctiinae, họ Erebidae.